# Rafael Ábalos
Rafael Ábalos Nuevo (Archidona, 12 de outubro de 1956) é um advogado e escritor espanhol conhecido principalmente por seu romance Grimpow, obra que vendeu mais de 150 mil exemplares em espanhol e que foi traduzida para vinte e cinco idiomas.

## Obras
- Grimpow, O Caminho Invisível
- Grimpow, A última das bruxas
- Bufo Soñador en la Galaxia de la Tristeza
- El Visitante del Labirinto
- Kôt